# ترم (ریاضیات)
جمله یا تِرم (به انگلیسی: Term)، در منطق ریاضیاتی به یک شیء ریاضیاتی اشاره می‌کند؛ درحالیکه یک فرمول به یک واقعیت ریاضیاتی اشاره می‌کند. یک جمله به صورت مولفه‌ای از یک فرمول ظاهر می‌شود. این موضوع مشابه زبان‌های طبیعی است که در آن یک عبارت اسمی به یک شیء اشاره می‌کند؛ و یک جمله کامل (در آن زبان) به یک واقعیت اشاره می‌کند.
یک «جمله مرتبه اول» به صورت بازگشتی از «نمادهای ثابت»، «متغیر» و «نمادهای تابعی» ساخته می‌شود. به «عبارت»ی که از اِعمال یک نماد گزاره‌ای، به تعدادِ مناسبی از جمله‌ها تشکیل شود، فرمول اتمی می‌گویند، که در منطق دوظرفیتی (اگر تفسیرش داده شده‌ باشد) به صورت درست یا نادرست ارزیابی می‌شود.
برای مثال، {\displaystyle (x+1)*(x+1)} یک «جمله» است که از ثابت: ۱، متغیر: x و نمادهای تابعی دودویی: {\displaystyle +} و {\displaystyle *} ساخته شده‌ است؛ این «جمله» بخشی از «فرمول اتمی» {\displaystyle (x+1)*(x+1)\geq 0} است که برای هر مقدار حقیقی به ازای عدد x، به صورت درست یا نادرست ارزیابی می‌شود.
علاوه بر منطق، جمله‌ها نقش مهمی در جبر جهانی و سامانه بازنویسی دارند.